# Ernst Gustav Heimert Nolcken
Ernst Gustav Heimert Nolcken (ur. 13 marca 1899 w Arensburgu, zm. 8 lutego 1960 r. w Heidelbergu) – estoński, a następnie niemiecki wojskowy (podpułkownik), dowódca 2 Pułku Kawalerii Kozaków syberyjskich w składzie 1 Kozackiej Dywizji Kawalerii podczas II wojny światowej.
Podczas wojny o niepodległość Estonii w latach 1918-1920 walczył w armii estońskiej. Po zakończeniu działań wojennych kontynuował służbę wojskową w jednym z pułków kawalerii. Brał udział w zawodach hippicznych, zdobywając liczne nagrody. W 1940 r. został repatriowany do Niemiec, gdzie wstąpił do Wehrmachtu. Otrzymał stopień kapitana. Służył w 18 Pułku Kawalerii, a następnie 35 Oddziale Rozpoznawczym. Uczestniczył w kampanii francuskiej 1940 r. Po ataku wojsk niemieckich na ZSRR 22 czerwca 1941 r., objął dowództwo 268 Oddziału Rozpoznawczego. W lutym 1942 r. został odznaczony Żelaznym Krzyżem 1 klasy. Po pewnym czasie został dowódcą 32 Oddziału Rozpoznawczego. Od jesieni 1943 r. w stopniu podpułkownika dowodził 2 Pułkiem Kawalerii Kozaków syberyjskich w składzie 1 Kozackiej Dywizji Kawalerii, walczącej na okupowanych Bałkanach.